# میشائل فرونتسک
میشائل فرونتسک (به آلمانی: Michael Frontzeck) بازیکن فوتبال و مدافع اهل آلمان است که از سال ۱۹۸۴ میلادی عضو تیم ملی فوتبال آلمان بوده‌است. وی در ۱۹ بازی ملی حضور داشته است و آخرین بازی ملی خود را در سال ۱۹۹۲ میلادی انجام داد. میشائل فرونتسک در بازی‌های ملی‌اش گلی به ثمر نرساند.